# Pervomajs'k (oblast' di Luhans'k)
Pervomajs'k (in ucraino: Первомайськ, in russo Первомайск?, Pervomajsk) è una città dell'Ucraina di circa 38.000 abitanti, situata nell'oblast' di Luhans'k. Dall'aprile 2014 è de facto parte della Repubblica Popolare di Lugansk.